# Кендалл, Лиз
Лиз Кендалл (англ. Liz Kendall), полное имя Элизабет Луиза Кендалл (англ. Elizabeth Louise Kendall; род. 11 июня 1971, Эбботс Лэнгли, Хартфордшир) — британский политик, член Лейбористской партии, депутат парламента с 2010 года. Министр труда и пенсий Великобритании с 5 июля 2024 года.

## Биография
Родилась 11 июня 1971 года в Эбботс-Лэнгли. Отец — банкир, мать — учительница начальной школы. Лиз Кендалл училась в грамматической школе для девочек в Уотфорде, в 1993 году окончила с отличием Куинз-колледж Кембриджского университета, где изучала историю — получила степень бакалавра искусств.
В 1992 году Кендалл вступила в Лейбористскую партию. По окончании университета работала в Институте исследования общественной политики (IPPR), где стала директором по вопросам социального обеспечения и проблемам детства (associate director for health, social care and children’s early years). В 1996 году стала советником Гарриет Гарман, в 1997 году продолжила работу в аппарате Гарман, назначенной министром социального обеспечения в кабинете Тони Блэра. В 1998 году стала членом попечительского совета благотворительного Королевского фонда, специализирующегося на проблемах здравоохранения, также являлась директором Материнского союза (Maternity Alliance) — благотворительной организации для беременных женщин.
В 2001 году пыталась пройти предварительный отбор в Лейбористской партии для выдвижения её кандидатуры на парламентских выборах в округе Честерфилд, но уступила Регу Рейсу. В том же году начала работать советником министра торговли и промышленности Патрисии Хьюитт и продолжила с ней сотрудничать после назначения Хьюитт министром здравоохранения. В частности, участвовала в работе по продвижению в парламенте акта о здравоохранении 2006 года, который ограничивал курение в общественных местах. Возглавляла службу скорой медицинской помощи (Ambulance Service Network) Национальной службы здравоохранения. В отличие от Эда Милибэнда и лейбористского теневого министра здравоохранения Энди Бёрнэма, критиковавших правительство консерваторов за программу приватизации в области здравоохранения, заявила о возможности вовлечения частного сектора в Национальную систему здравоохранения, если эта мера окажется полезной.

### Деятельность в Палате общин
В 2010 году на парламентских выборах была выдвинута кандидатом от Лейбористской партии и победила в избирательном округе Лестер Вест (графство Лестершир) с результатом 38,4 % — на 12,4 % ниже результата лейбористов в этом округе на предыдущих выборах.
7 октября 2011 года заняла в лейбористском теневом правительстве должность теневого младшего министра социального обеспечения.
На парламентских выборах 2015 года вновь победила в прежнем округе, заручившись поддержкой 46,5 % избирателей. Сильнейший из соперников, консерватор Пол Бессант (Paul Bessant), получил только 25,6 % голосов избирателей.
В связи с поражением лейбористов на этих выборах лидер партии Эд Милибэнд ушёл в отставку, и Кендалл вступила в кампанию по выборам его преемника. 18 июня 2015 года в ходе теледебатов на тему о возможности смены лидера перед парламентскими выборами, Энди Бёрнэм сказал: «Партия всегда важнее» (The party comes first — always), а Кендалл ему ответила: «Нет, страна важнее» (Well, the country comes first). 20 июня 2015 года в дебатах участников кампании в Стивенейдже (Хартфордшир), Кендалл оказалась единственной, кто поддержал программу развития сети «свободных школ» (free schools — государственные школы, не находящиеся в ведении местных властей).
В конечном итоге Кендалл проиграла борьбу за лидерство в партии Джереми Корбину, получив лишь 4,5 % голосов и заняв последнее место среди четверых претендентов.
9 апреля 2020 года назначена теневым младшим министром здравоохранения в теневом кабинете Кира Стармера без права участия в заседаниях Кабинета.

### Работа в правительстве
5 июля 2024 года получила портфель министра труда и пенсий в лейбористском правительстве Стармера, сформированном после поражения консерваторов на парламентских выборах.